# LOVE MIRACLE
「LOVE MIRACLE」（ラヴ・ミラクル）は、1996年6月29日にリリースされた、原田真二通算31作目のシングル。

## 概要
- 1996年3枚目、日本コロムビアで最後のシングル。
- 「LOVE MIRACLE」は、セガサターン「ナイトゥルース」テーマ・ソング。
- カップリングはこのゲームソフトに声優として参加している氷上恭子とのデュエット。氷上のアルバム『微熱』（1996.11.21発売）もプロデュース、次作アルバムでも2曲をプロデュースした。

## 収録曲
- 全作詞・作曲・編曲：原田真二

1. LOVE MIRACLE　（4分41秒）
  - セガサターンCD「ナイトゥルース」テーマ・ソング
2. Everlasting Love　（4分15秒）
  - with 氷上恭子
3. LOVE MIRACLE　（カラオケ）
4. Everlasting Love　（カラオケ）

## 関連収録作品
2005年 GOLDEN☆BEST 原田真二 1992-1996 SHINE THE LIGHT COLLECTION コロンビア・イヤーズ　